# 阿列河畔圣普雷热
阿列河畔圣普雷热（法語：Saint-Préjet-d'Allier，法語發音：[sɛ̃ pʁeʒɛ dalje]）是法国上卢瓦尔省的一个市镇，属于布里尤德区。该市镇总面积24.46平方公里，2009年时的人口为171人。

## 人口
阿列河畔圣普雷热人口变化图示